# Stenocereus chrysocarpus
Stenocereus chrysocarpus là một loài thực vật có hoa trong họ Cactaceae. Loài này được Sánchez-Mej. miêu tả khoa học đầu tiên năm 1972.